# Erythrodontium julaceum
Erythrodontium julaceum är en bladmossart som beskrevs av Jean Édouard Gabriel Narcisse Paris 1896. Erythrodontium julaceum ingår i släktet Erythrodontium och familjen Entodontaceae. Inga underarter finns listade i Catalogue of Life.